# Tretogonia conspersa
Tretogonia conspersa är en insektsart som beskrevs av Schmidt 1928. Tretogonia conspersa ingår i släktet Tretogonia och familjen dvärgstritar. Inga underarter finns listade i Catalogue of Life.